# 카닌데유주

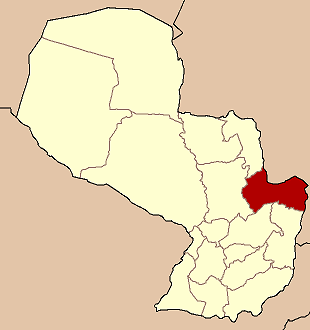
카닌데유 주의 위치

카닌데유주(스페인어: Departamento de Canindeyú)는 파라과이 북동부에 위치한 주로 주도는 살토델과이라이며 면적은 14,667km2, 인구는 140,551명(2002년 기준), 인구 밀도는 9.6명/km2이다.
북쪽과 동쪽으로는 브라질과 국경을 접하며 남쪽으로는 카과수 주와 알토파라나 주, 서쪽으로는 산페드로 주, 북쪽으로는 아맘바이 주와 접한다. 11개 현을 관할한다.

주기